# Armada de la liberté
L'Armada de la liberté est la deuxième édition du rassemblement de grands voiliers de Rouen, qui s'est déroulé du 3 au 7 juillet 1994.
Elle fait suite aux Voiles de la liberté en 1989. Dans le cadre des festivités prévues pour le 50e anniversaire du débarquement de Normandie, cette manifestation a rassemblé plus de 6 millions de spectateurs[réf. souhaitée] sur les quais du port de Rouen.

## Liste de navires présents

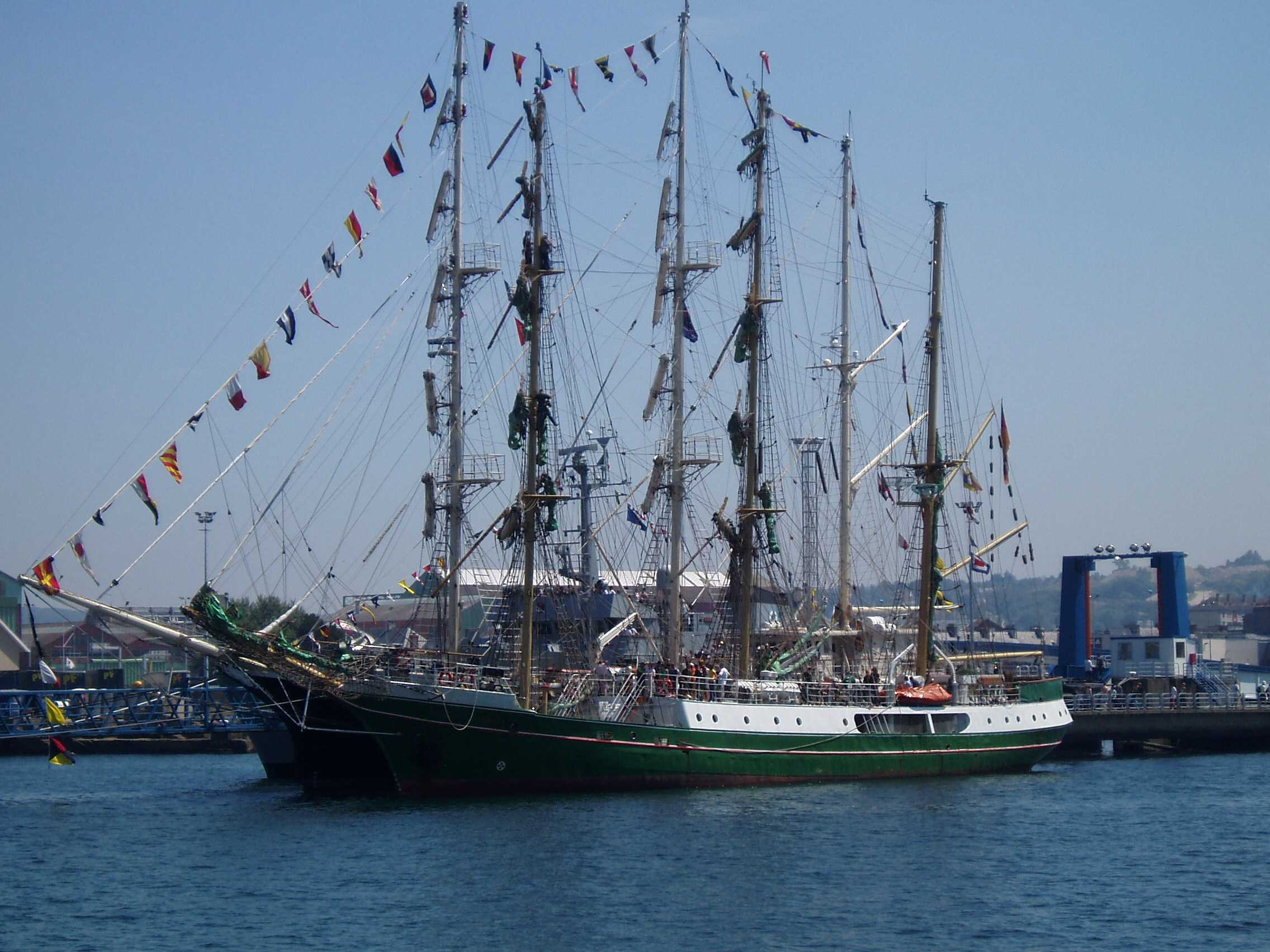
Alexander von Humboldt.

| - Alexander Von Humboldt, Allemagne, - Amerigo Vespucci, Italie, - Antigua, Pays-Bas, • - Atlantis, Pays-Bas, • - Artémis, Pays-Bas, • - Asgard II, Irlande, - Astrid, Royaume-Uni, - Belem, France, - Belle Poule, France, - Christian Radich, Norvège, - Creoula, Portugal, - Cuauhtemoc, Mexique, - Dar Mlodziezy, Pologne, - Eagle, États-Unis, - Eendracht, Pays-Bas, • - Esmeralda, Chili, - Étoile Molène, France, - Frya, Royaume-Uni, - Iskra II, Pologne, | - Jeremiah O'Brien, États-Unis - Gloria, Colombie, - Grand Turk, Royaume-Uni, - JR Tolkien, Pays-Bas, - Kaskelot, Royaume-Uni, - Khersones, Ukraine, - Loth Lorien, Pays-Bas, - Le Renard, France , - Lys Noir, France, - Maria Asumpta, Royaume-Uni, - Rara-Avis, France, - Sadko, Russie, - Sagres II, Portugal, - Shabab Oman, Oman - Sorlandet, Norvège, - Simon Bolivar, Venezuela, - Sir Winston Churchill, Royaume-Uni, - Thalassa, Pays-Bas, • - Yunyi Baltiets, Russie |